# Washingtoner Erklärung
Die Washingtoner Erklärung oder auch Washingtoner Prinzipien vom 3. Dezember 1998, englischer Originaltitel Washington Conference Principles on Nazi-Confiscated Art, auch unter Washington Principles bekannt, in der deutschen Übersetzung für die Schweiz offiziell als Richtlinien der Washingtoner Konferenz in Bezug auf Kunstwerke, die von den Nazis konfisziert wurden, kurz Washingtoner Richtlinien bezeichnet, in Deutschland bekannt als Grundsätze der Washingtoner Konferenz in Bezug auf Kunstwerke, die von den Nationalsozialisten beschlagnahmt wurden, sind eine rechtlich nicht bindende, jedoch moralisch und ethisch verpflichtende Übereinkunft mit elf Artikeln, um die während der Zeit des Nationalsozialismus beschlagnahmten Kunstwerke der Raubkunst zu identifizieren, deren Vorkriegseigentümer oder Erben ausfindig zu machen und eine „gerechte und faire Lösung“ zu finden.
Die Übereinkunft wurde von 44 Staaten und 13 nicht-staatlichen Organisationen unterzeichnet. Es folgten, bezugnehmend auf die Washingtoner Prinzipien, 2000 und 2009 die Erklärungen von Vilnius und Terezin.

## Washington Principles

### Auslöser

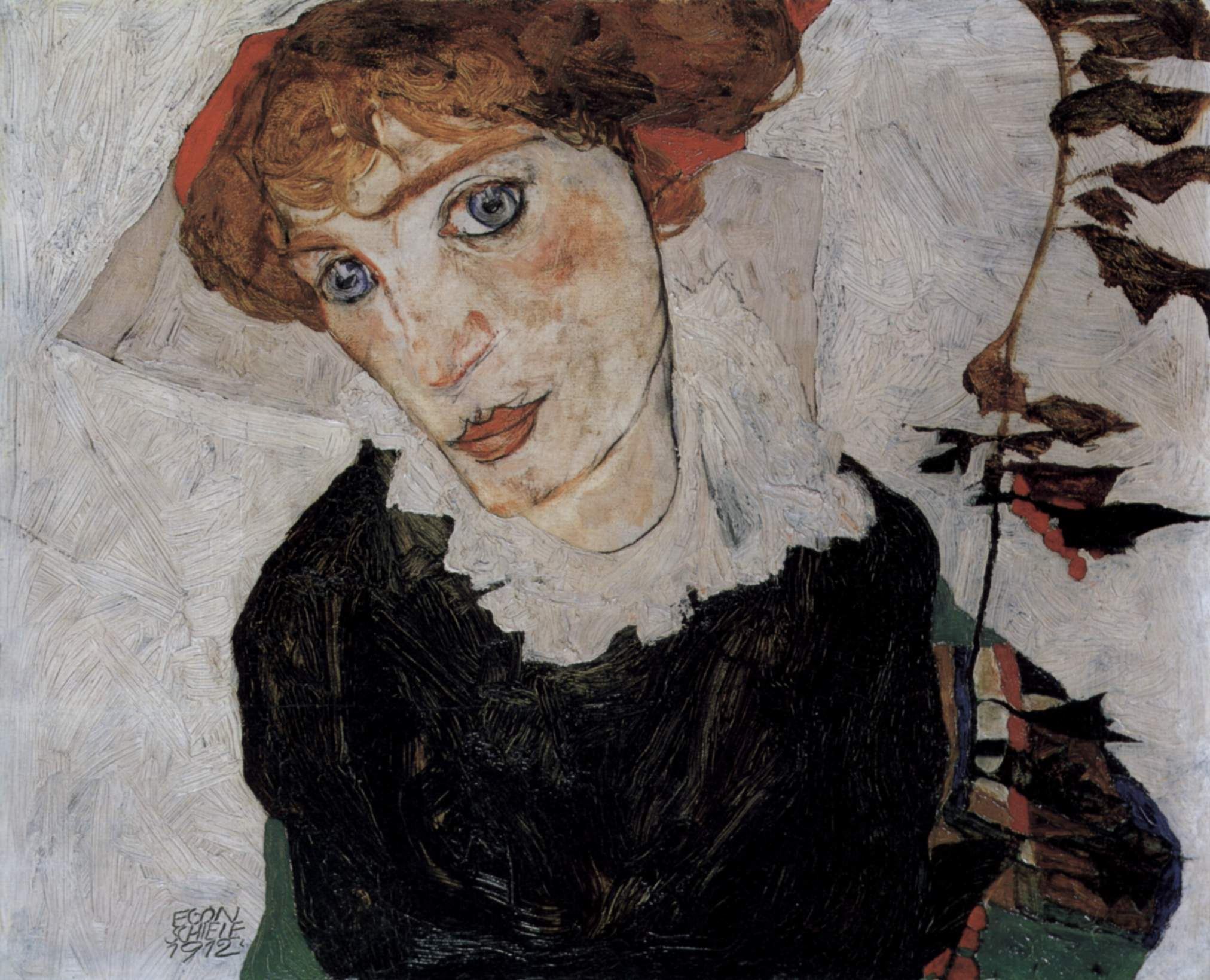
Egon Schiele, Bildnis von Wally, 1912, Leopold Museum, Wien
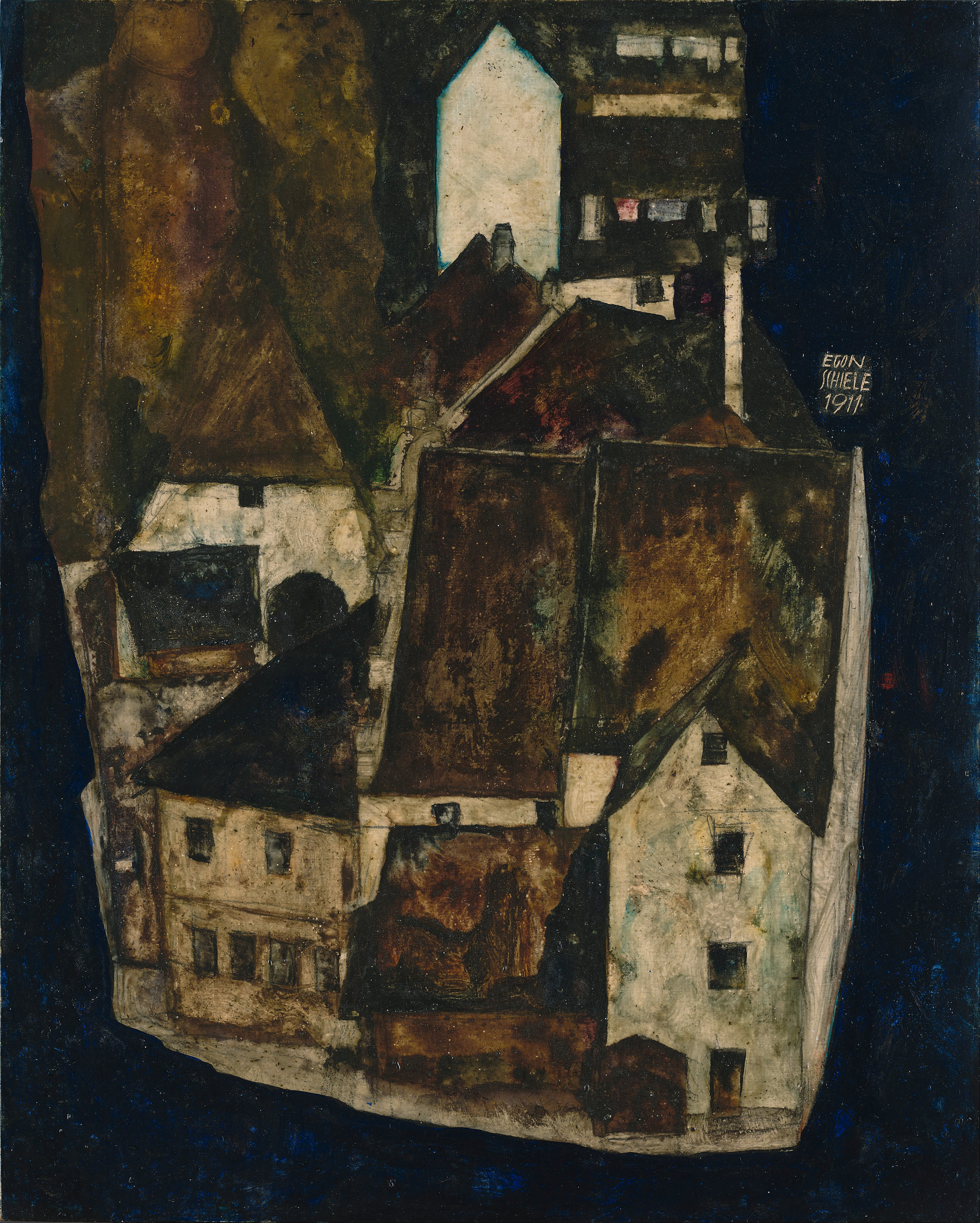
Egon Schiele, Tote Stadt lll, 1911, Leopold Museum, Wien

Im Januar 1998 wurden im New Yorker Museum of Modern Art von der dort ansässigen Bezirksstaatsanwaltschaft zwei Gemälde von Egon Schiele aus der Sammlung Leopold als Diebesgut beschlagnahmt. Die Kunstwerke Bildnis von Walburga Neuzil, genannt „Wally“, von 1912 und Tote Stadt III von 1911 standen unter dem Verdacht, NS-Raubkunst zu sein. Diese Beschlagnahmung hatte weitreichende Folgen für den Umgang mit Kunst- und Kulturgut in Museen.

### Grundsätze
Die Washingtoner Prinzipien sind das Ergebnis der im Dezember 1998 durchgeführten Washington Conference on Holocaust-Era Assets (Washingtoner Konferenz über Vermögenswerte aus der Zeit des Holocaust), an der 44 Staaten, zwölf nicht-staatliche Organisationen, insbesondere jüdische Opferverbände, sowie der Vatikan teilnahmen. Der Plan der amerikanischen Delegation, „verbindliche völkerrechtliche Verpflichtungen“ auszuarbeiten wurde bereits in einem frühen Stadium der Vorbereitungsphase aufgegeben. Es war ein Vorschlag der Schweizer Delegation, der den Durchbruch ermöglichte, um an der Konferenz einen Konsens zu finden: Es wurde eine ausdrückliche Erklärung in der Präambel aufgenommen, welche die Unverbindlichkeit der Grundsätze bekräftigt, die Unterschiede der Rechtssysteme anerkennt und berücksichtigt, dass die einzelnen Staaten im Rahmen ihrer eigenen Gesetze handeln.

## Situation in Deutschland
Dieser Selbstverpflichtung folgte Deutschland mit einer „Erklärung der Bundesregierung, der Länder und der kommunalen Spitzenverbände zur Auffindung und zur Rückgabe NS-verfolgungsbedingt entzogenen Kulturgutes, insbesondere aus jüdischem Besitz“ vom 9. Dezember 1999 sowie einer „Handreichung zur Umsetzung der Washingtoner Erklärung“.

### Frühere Wiedergutmachungsleistungen der Bundesrepublik Deutschland
Die Bundesrepublik Deutschland hatte im Rahmen der Wiedergutmachungspolitik gesetzliche Grundlagen geschaffen, um berechtigte Ansprüche auf Restitution oder materielle Entschädigung von NS-verfolgungsbedingt entzogenem Kulturgut erfüllen zu können. War im Einzelfall eine Entschädigung nicht möglich, weil ein Rechtsnachfolger eines jüdischen Geschädigten nicht auffindbar war, so erfolgten Globalzahlungen an die Conference on Jewish Material Claims als Vertreterin der Nachfolgeorganisationen. Zivilrechtlich sind Ansprüche längst verjährt; nach § 30 Bundesrückerstattungsgesetz war eine Anmeldung von Ansprüchen spätestens bis zum 1. April 1958 vorzunehmen, bei schuldloser Fristversäumung und Wiedereinsetzung in den vorigen Stand entsprechend § 169 Bundesentschädigungsgesetz allerspätestens bis 31. Dezember 1969.

### Mitunterzeichnung der Grundsätze der Washingtoner Konferenz
Die Bundesrepublik hat sich ungeachtet der fehlenden zivilrechtlichen Grundlagen, neben 43 weiteren Staaten, bereit erklärt, „nach NS-verfolgungsbedingt entzogenem Kulturgut zu suchen und gegebenenfalls die notwendigen Schritte zu unternehmen, eine gerechte und faire Lösung zu finden.“ Dabei soll der wahre Berechtigte festgestellt werden; früher geleistete Entschädigungszahlungen sind gegebenenfalls zu berücksichtigen.

### Handreichungen zur Umsetzung
Die öffentlichen deutschen Museen, Archive und Bibliotheken sollen zur Auffindung „NS-verfolgungsbedingt entzogener Kulturgüter“ beitragen. Dazu sind die Besitzverhältnisse für den Zeitraum von 1933 bis 1945 zu überprüfen. Für eine derartige Provenienzforschung führen die „Handreichungen“ umfangreiche Hinweise auf Merkmale an, die einen Anfangsverdacht begründen.
Die nach dem „Vier-Augen-Prinzip“ überprüften Informationen sollen an die Koordinierungsstelle für Kulturgutverluste weitergegeben und in deren Internet-Webseite „LostArt.de“ veröffentlicht werden. Unter dieser Adresse sind auch Suchanträge aus dem Ausland einzugeben.
Für die „Prüfung des verfolgungsbedingten Entzugs“ und die Abwicklung des Rückgabeverfahrens wird kein rechtlich verbindliches Regelwerk vorgegeben: Auf dem Rechtswege sind Ansprüche nicht mehr durchsetzbar. Die Handreichungen bescheiden sich daher auf „Anregungen“ und überlassen dies „im Rahmen der jeweils geltenden haushaltsrechtlichen Bestimmungen“ dem Ermessen der betroffenen Einrichtung beziehungsweise ihrem Träger. Nach dem vorgeschlagenen Prüfraster gilt die Vermutung eines verfolgungsbedingten Entzugs immer dann als widerlegt, wenn ein angemessener Kaufpreis gezahlt wurde und der Verkäufer über den Betrag frei verfügen oder ihn ins Ausland transferieren konnte.
Wird ein Anspruch anerkannt, so gibt es außer Rückgabe des Kunstobjekts an den Eigentümer weitere Lösungsmöglichkeiten wie Rückkauf, Dauerleihvertrag oder Tausch. Wenn das Kunstwerk weiter in der Ausstellung verbleibt, sollen Hinweise auf die Provenienz und das Schicksal der ehemaligen Eigentümer beigefügt werden.

### Schlichtungsstelle
Wenn eine einvernehmliche Regelung über die Rückerstattung eines Kunstwerks aussteht, besteht die Möglichkeit, über die „Koordinierungsstelle für Kulturgutverluste“ eine Vermittlungsstelle anzurufen. Die „Beratende Kommission für die Rückgabe NS-verfolgungsbedingt entzogener Kulturgüter“, in der Öffentlichkeit als Limbach-Kommission bekannt, spricht allerdings nur eine rechtlich nicht bindende Empfehlung aus.

### Restitutionen
Innerhalb der ersten fünf Jahre bis Mitte 2005 wurden nach Prüfung durch mehr als 150 Einrichtungen über 3500 Kulturgüter ermittelt, bei denen ein NS-verfolgungsbedingter Entzug nicht ausgeschlossen werden kann. Über 160 Gemälde, Zeichnungen und Grafiken und mehr als 1.000 Bücher konnten identifiziert und an die Berechtigten zurückgegeben werden.
Anlässlich der Restitution des Gemäldes „Berliner Straßenszene“ von Ernst Ludwig Kirchner, das bis Juli 2006 im Berliner Brücke-Museum ausgestellt war, kam es zu überaus kritischen Reaktionen und kontroversen Diskussionen. Sie verdeutlichten die bestehende Rechtsunsicherheit, die die juristisch unverbindlichen aber moralisch verpflichtenden Grundsätze der Washingtoner Erklärung auslösen können.

### Private Sammler
Private Sammler sind wegen der im Bürgerlichen Gesetzbuch festgeschriebenen Verjährung rechtlich nicht verpflichtet, ein dem jüdischen Eigentümer verfolgungsbedingt entzogenes Kunstwerk zurückzugeben. In den letzten Jahren sind einige Vorhaben mit dem Ziel, die Verjährung in bestimmten Fällen auszuschließen, gescheitert.

## Situation in der Schweiz
Die Bundesverwaltung der Schweizerischen Eidgenossenschaft informiert auf ihrer Website des Bundesamtes für Kultur über ihr Engagement und die auch von der Schweiz unterzeichneten Abkommen, die zur Aufarbeitung von Raubkunst in Zusammenhang mit der nationalsozialistischen Herrschaft in Deutschland getroffen wurden. Die Washingtoner Principles werden hier in einer offiziellen Übersetzung als Washingtoner Richtlinien bezeichnet.
Es finden sich – Stand Juli 2024 – die folgenden Dokumente und Links:
- Washingtoner Richtlinien, 3. Dezember 1998, deutsche Übersetzung[13]
- Best Practices zu den Washingtoner Richtlinien, 5. März 2024, Link zum US-Department of State: BEST PRACTICES FOR THE WASHINGTON CONFERENCE PRINCIPLES ON NAZI-CONFISCATED ART, March 5, 2024, englisch[13]
- Erklärung von Vilnius, 5. Oktober 2000, Link zu LootedArt, Policies: Vilnius Forum Declaration 5 October 2000, englisch[13]
- Erklärung von Terezín, 30. Juni 2009, deutsche Übersetzung[13]
- Neuer Bericht zur Umsetzung der Washingtoner Richtlinien, 5. März 2024, Link zur World Jewish Restitution Organization (WJRO) und der Claims Conference »Holocaust-Era Looted Cultural Property: A Current Worldwide Overview«, March 5, 2024, englisch[13]

## Elf Artikel der Richtlinien der Washingtoner Konferenz in Bezug auf Kunstwerke, die von den Nazis konfisziert wurden
Benennung in Deutschland: Grundsätze der Washingtoner Konferenz in Bezug auf Kunstwerke, die von den Nationalsozialisten beschlagnahmt wurden.
Verabschiedet im Zusammenhang mit der Washingtoner Konferenz über Vermögenswerte aus der Zeit des Holocaust, Washington DC, 3. Dezember 1998.
Im Bestreben, eine Einigung über nicht bindende Richtlinien herbeizuführen, die zur Lösung offener Fragen und Probleme im Zusammenhang mit den durch die Nazis konfiszierten Kunstwerken beitragen sollen, anerkennt die Konferenz die Tatsache, dass die Teilnehmerstaaten unterschiedliche Rechtssysteme haben und dass die Länder im Rahmen ihrer eigenen Gesetzgebung handeln.
- I. Kunstwerke, die von den Nazis beschlagnahmt und in der Folge nicht zurückerstattet wurden, sollten identifiziert werden.
- II. Relevante Unterlagen und Archive sollten der Forschung zugänglich gemacht werden gemäß den Richtlinien des International Council on Archives.
- III. Es sollten Mittel und Personal zur Verfügung gestellt werden, um die Identifizierung aller Kunstwerke, die von den Nazis beschlagnahmt und in der Folge nicht zurückerstattet wurden, zu erleichtern.
- IV. Bei den Beweisanforderungen betreffend eines durch die Nazis beschlagnahmten und in der Folge nicht zurückerstatteten Kunstwerks sollte berücksichtigt werden, dass aufgrund der verstrichenen Zeit und der besonderen Umstände des Holocaust Lücken und Unklarheiten in der Frage der Provenienz unvermeidlich sind.
- V. Es sollten alle Anstrengungen unternommen werden, Kunstwerke, die als durch die Nazis beschlagnahmt und in der Folge nicht zurückerstattet identifiziert wurden, zu veröffentlichen, um so die Vorkriegseigentümer oder ihre Erben ausfindig zu machen.
- VI. Es sollten Anstrengungen zur Einrichtung einer zentralen Registratur aller diesbezüglich relevanten Informationen gemacht werden.
- VII. Die Vorkriegseigentümer und ihre Erben sollten ermutigt werden, ihre Ansprüche auf Kunstwerke, die durch die Nazis beschlagnahmt und in der Folge nicht restituiert wurden, anzumelden.
- VIII. Wenn die Vorkriegseigentümer von Kunstwerken, die durch die Nazis beschlagnahmt und in der Folge nicht restituiert wurden, oder ihre Erben ausfindig gemacht werden konnten, sollten rasch die nötigen Schritte unternommen werden, um eine gerechte und faire Lösung zu finden, wobei diese je nach den Gegebenheiten und Umständen des spezifischen Falls unterschiedlich ausfallen kann.
- IX. Wenn bei Kunstwerken, die nachweislich von den Nazis beschlagnahmt und in der Folge nicht restituiert wurden, die Vorkriegseigentümer oder deren Erben nicht ausfindig gemacht werden können, sollten rasch die nötigen Schritte unternommen werden, um eine gerechte und faire Lösung zu finden.
- X. Kommissionen oder andere Gremien, welche die Identifizierung der durch die Nazis beschlagnahmten Kunstwerken vornehmen und strittige Eigentumsfragen behandeln, sollten eine ausgeglichene Zusammensetzung haben.
- XI. Die Staaten werden dazu aufgerufen, staatliche Verfahren zur Umsetzung dieser Richtlinien zu entwickeln. Dies betrifft insbesondere die Einrichtung alternativer Lösungsmechanismen bei strittigen Eigentumsfragen.

(Original Englisch)

## Nachfolgekonferenzen zur Washingtoner Konferenz  von 1998

### Erklärung von Vilnius, 2000
An der internationale Konferenz vom 5. Oktober 2000 in Vilnius in Litauen nahmen 38 Länder teil. Die Erklärung von Vilnius unterstreicht, dass gerechte und angemessene Lösungen gefunden werden müssen, um die Fragen bezüglich NS-Raubkunst aufklären zu können. Sie wurde von den Teilnehmerstaaten einstimmig verabschiedet.

### Erklärung von Terezin, 2009
Vom 26. bis 30. Juni 2009 wurde unter der Ägide der Regierung der
Tschechischen Republik in Prag und Terezin eine Konferenz abgehalten. Der Fortschritt der Arbeiten u. a. im Bereich NS-Raubkunst seit den Washingtoner Richtlinien von 1998 sollte gemessen werden. Anlässlich der Konferenz verabschiedeten 46 Staaten die Erklärung von Terezin über die »Holocaust Era Assets«. Die Erklärung von Terezin sieht die Gründung eines Institutes (European Shoah Legacy Institute) vor, um die Umsetzung der Erklärung von Terezin zu begleiten.
In der Erklärung von Terezin sind zur Verdeutlichung der Washingtoner Erklärung insbesondere die Umstände dargelegt, die dazu führen, dass bei der Beurteilung der Provenienz von NS-Raubkunst gesprochen werden muss. So heißt ebenda:	
»Von den Nazis beschlagnahmte und geraubte Kunstwerke
- In der Erkenntnis, dass Kunstgegenstände und Kulturgüter der Opfer des Holocaust (der Schoah) und anderer Opfer nationalsozialistischer Verfolgung von den Nazis, den Faschisten und ihren Kollaborateuren auf vielfältige Weise, wie Diebstahl, Nötigung und Entzug sowie durch Preisgabe, Zwangsversteigerung und Verkauf unter Zwang während der Zeit des Holocaust zwischen 1933 und 1945 und als seine unmittelbare Folge beschlagnahmt, entzogen und geraubt wurden, und
- eingedenk der auf der Washingtoner Konferenz von 1998 gebilligten Grundsätze in Bezug auf von den Nazis beschlagnahmte Kunstwerke, die sich aus einer Reihe von für Staaten freiwillig einzugehenden Verpflichtungen zusammensetzen, beruhend auf dem moralischen Grundsatz, dass Kunstwerke und Kulturgüter, die bei den Opfern des Holocaust (der Schoah) von den Nazis beschlagnahmt wurden, an die Opfer selbst oder ihre Erben zurückgegeben werden sollen, dies im Einklang mit den nationalen Rechtsvorschriften und den internationalen Verpflichtungen, um gerechte und faire Lösungen zu erzielen,

1. bekräftigen wir unsere Unterstützung für die Grundsätze der Washingtoner Konferenz in Bezug auf Kunstwerke, die von den Nazis beschlagnahmt wurden, und ermutigen alle Beteiligten – öffentliche und private Einrichtungen sowie Privatpersonen eingeschlossen – diese ebenfalls anzuwenden.«

#### Teilnehmende Staaten der Theresienstädter Erklärung
Liste der Staaten
- 1. Albanien
- 2. Argentinien
- 3. Australien
- 4. Belarus
- 5. Belgien
- 6. Bosnien und Herzegowina
- 7. Brasilien
- 8. Bulgarien
- 9. Dänemark
- 10. Deutschland
- 11. Estland
- 12. Finnland
- 13. Frankreich
- 14. Griechenland
- 15. Irland
- 16. Israel
- 17. Italien
- 18. Kanada
- 19. Kroatien
- 20. Lettland
- 21. Litauen
- 22. Luxemburg
- 23. Malta
- 24. Ehemalige jugoslawische Republik Mazedonien
- 25. Moldau
- 26. Montenegro
- 27. Niederlande
- 28. Norwegen
- 29. Österreich
- 30. Polen
- 31. Portugal
- 32. Rumänien
- 33. Russland
- 34. Schweden
- 35. Schweiz
- 36. Slowakei
- 37. Slowenien
- 38. Spanien
- 39. Tschechische Republik
- 40. Türkei
- 41. Ukraine
- 42. Ungarn
- 43. Uruguay
- 44. Vereinigtes Königreich
- 45. Vereinigte Staaten
- 46. Zypern

Der Liste hinzuzufügen sind Serbien (hat als Beobachter teilgenommen und sich nach Abschluss der Konferenz der
Erklärung angeschlossen) und der Heilige Stuhl

### Best Practices vom März 2024
Am 5. März 2024 wurden von 25 Ländern die neuen „Best Practices for the Washington Conference Principles on Nazi-Confiscated Art“ verabschiedet. Sie sollen die Washington Prinzipien von 1998 präzisieren und verstärken.